# 南満洲鉄道ミカク型蒸気機関車

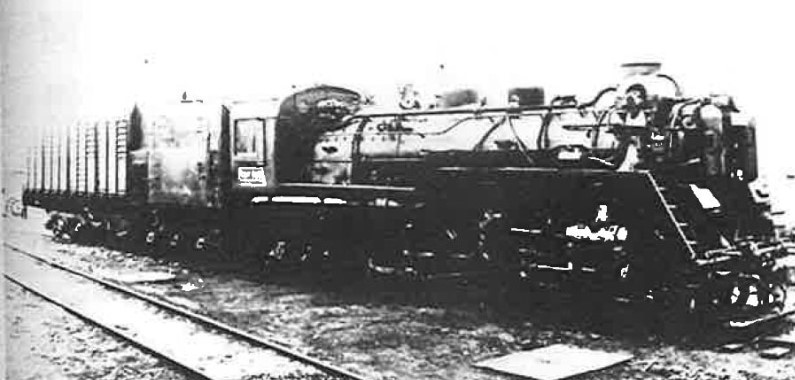
南満洲鉄道ミカク型蒸気機関車

南満洲鉄道ミカク型蒸気機関車（みなみまんしゅうてつどうミカクがたじょうききかんしゃ）は、南満洲鉄道（満鉄）が製造した蒸気機関車。明確な記録が残っているのは、1941年に製造された1両のみである。日本が作った唯一の復水式蒸気機関車である。

## 概要
1939年に関東軍は満鉄に水の補給施設が破壊されても長距離を走れる復水式機関車の製造を要請した。これを受けて満鉄はミカロ型をベースに、給水なしで1500 kmを走れる車両を製造した。復水器一式は三菱神戸造船所が製造し、主要部分の製造1940年9月に完了する。取りまとめは、同署主任の宇野端が担当した。機関車本体は大連工場で完成し1941年5月にミカク501として完成した。本線試運転の後、同年9月24日から12月1日にかけ、満鉄技術研究所で試験が行われ締切10%、時速51 kmで最大3211kmを無停車で走ったとされている。
完成したミカク501は大連区に所属しその後、構内入れ替え作業として使われ、本来の働きとは異とする使われ方をしたという。
その後、1943年8月に神戸造船所から部品一式が大連に送られたとされているが、その後完成したのか、またどのように運用されたのかは不明である。
中国国鉄の1975年発行の「機車概要」によれば、4両が復水式として完成し、その後普通のミカロ型蒸気機関車（JF6型蒸気機関車）に改造されたという。